# Synchronous self-shifting
Een synchronous self-shifting-koppeling (SSS-koppeling) is een mechanische koppeling die een gebruiker enige flexibiliteit geeft. De SSS-koppeling grijpt in zodra twee assen met dezelfde snelheid draaien. Een tandkrans zal in de koppeling draaien en zal dan sluiten, zodat alles op één as draait.

## Toepassing
Toepassing van een SSS-koppeling is te vinden in de elektriciteitscentrales en in de scheepvaart.
Een SSS-koppeling wordt gebruikt in een op gas gestookte elektriciteitscentrale in het geval van een gasturbine, stoomturbine en generator op één as. Dan wordt er tussen de generator en de stoomturbine een SSS-koppeling geplaatst. Hierdoor is het mogelijk om de gasturbine te starten zonder stoomturbine, terwijl er wel vermogen geleverd kan worden door de gasturbine aan de generator. Deze configuratie wordt ook wel singleshaft ("één as") genoemd. Het opgewekte vermogen varieert van enkele kilowatts tot 500 MW.

### Gebruik in de scheepvaart
De SSS-koppeling werd voor het eerst in 1958 door de marine gebruikt. Hier werd deze toegepast op torpedobootjagers en fregatten. Deze schepen hadden als hoofdaandrijving een stoomturbine. Zodra er meer vermogen nodig was om het schip harder te laten varen, werd er een gasturbine bijgeschakeld, waardoor het schip werd aangejaagd. Ondertussen gebruiken 30 landen deze koppeling op hun marinevloot. Er varen ongeveer 500 schepen van de marine rond met deze koppeling, van snelle patrouilleboot tot vliegdekschip.

## Geschiedenis
- 2002: 30 marines wereldwijd kiezen voor een SSS-koppeling
- 1999: 100 STEG-centrales met een SSS-koppeling
- 1997: 800 MW omgezet naar een "sychronous condensor" in operationele kerncentrale
- 1994: Eerste SSS Pinion Clutch met elektronische controller
- 1989: SSS-Tosi drive voor <US Navy AOE class> 48000t schip
- 1984: Eerste keer dat het elektrische systeem van de marine ervan gebruikmaakt
- 1981: Geselecteerd voor omkerende aandrijving Italiaans leger Helikopter Carrier
- 1964: Eerste toepassing bij turbogenerator (gasturbine)
- 1960: Eerste gebruik met een gasturbine op een marineboot